# Зуево (Оленинский район)
Зу́ево — деревня без постоянного населения в Оленинском районе Тверской области, относящаяся к Молодотудскому сельскому поселению.
Деревня расположена на реке Ту́довка, в 10 километрах от села Молодой Туд и в 38 километрах правее автомагистрали Москва—Рига.